# Cañita
Cañita è un comune (corregimiento) della Repubblica di Panama situato nel distretto di Chepo, provincia di Panama. Si estende su una superficie di 359 km² e conta una popolazione di 2.514 abitanti (censimento 2010).